# Ormosia subcostata
Ormosia subcostata är en tvåvingeart som beskrevs av William George Dietz 1921. Ormosia subcostata ingår i släktet Ormosia och familjen småharkrankar. Inga underarter finns listade i Catalogue of Life.